# Savignac-de-l'Isle
Savignac-de-l'Isle is een gemeente in het Franse departement Gironde (regio Nouvelle-Aquitaine) en telt 476 inwoners (1999). De plaats maakt deel uit van het arrondissement Libourne.

## Geografie
De oppervlakte van Savignac-de-l'Isle bedraagt 4,5 km², de bevolkingsdichtheid is 105,8 inwoners per km².
De onderstaande kaart toont de ligging van Savignac-de-l'Isle met de belangrijkste infrastructuur en aangrenzende gemeenten.

## Demografie
Onderstaande figuur toont het verloop van het inwonertal (bron: INSEE-tellingen).
1. ↑  Populations de référence 2022.